# Alberto Gallitti
Alberto Gallitti (Roma, 1º aprile 1926 – Roma, 17 marzo 2011) è stato un montatore italiano.

## Biografia
Ha lavorato come montatore per quarant'anni (dal 1959 al 1999) in oltre cento pellicole italiane, debuttando ne Il vedovo di Dino Risi. Occasionalmente ha lavorato anche per sceneggiati televisivi come Sandokan nel 1976 e Little Roma nel 1987. Nel 1966 ha utilizzato lo pseudonimo Richard Hartley per il film La lama nel corpo.

## Filmografia parziale

### Cinema
- Il vedovo, regia di Dino Risi (1959)
- Il relitto, regia di Michael Cacoyannis (1961)
- Io, Semiramide, regia di Primo Zeglio (1962)
- Maciste il gladiatore più forte del mondo, regia di Michele Lupo (1962)
- Navajo Joe, regia di Sergio Corbucci (1966)
- Se tutte le donne del mondo... (Operazione Paradiso), regia di Henry Levin e Arduino Maiuri (1966)
- Probabilità zero, regia di Maurizio Lucidi (1969)
- Delitto al circolo del tennis, regia di Franco Rossetti (1969)
- Dramma della gelosia (tutti i particolari in cronaca), regia di Ettore Scola (1970)
- Per grazia ricevuta, regia di Nino Manfredi (1971)
- L'etrusco uccide ancora, regia di Armando Crispino (1972)
- La faccia violenta di New York (One Way), regia di Jorge Darnell (1973)
- Storia de fratelli e de cortelli, regia di Mario Amendola (1973)
- Sepolta viva, regia di Aldo Lado (1973)
- Profumo di donna, regia di Dino Risi (1974)
- Il Corsaro Nero, regia di Sergio Sollima (1976)
- La stanza del vescovo, regia di Dino Risi (1977)
- Scherzi da prete, regia di Pier Francesco Pingitore (1978)
- Come perdere una moglie... e trovare un'amante, regia di Pasquale Festa Campanile (1978)
- Il corpo della ragassa, regia di Pasquale Festa Campanile (1979)
- Sono fotogenico, regia di Dino Risi (1980)
- Plus beau que moi, tu meurs, regia di Philippe Clair (1982)
- Al bar dello sport, regia di Francesco Massaro (1983)
- Un ragazzo e una ragazza, regia di Marco Risi (1984)
- Tolgo il disturbo, regia di Dino Risi (1990)
- Celluloide, regia di Carlo Lizzani (1995)
- Tifosi, regia di Neri Parenti (1999)

### Televisione
- Sandokan, regia di Sergio Sollima - miniserie TV (1976)
- La scalata, regia di Vittorio Sindoni - miniserie TV (1993)